# Wereldkampioenschap schaken junioren
Het wereldkampioenschap schaken voor junioren wordt sinds 1951 georganiseerd door de Wereldschaakbond FIDE. In eerste instantie werd het toernooi om de twee jaar gespeeld, later jaarlijks.
In de loop der tijd heeft de FIDE verschillende leeftijdscategorieën voor de jeugd ingesteld. Het WK voor junioren en onderstaande lijst beperken zich tot de hoogste categorie, onder 20. (Niettegenstaande de naam van deze categorie zijn spelers soms al 20 jaar oud als het kampioenschap gehouden wordt: de peildatum is de jaarwisseling voorafgaande aan het kampioenschap.) Daarnaast is er een apart toernooi voor de jongere leeftijdscategorieën: het WK voor jeugdspelers.
Sinds 1986 wordt er ook een wereldkampioenschap voor meisjes georganiseerd, gelijktijdig met het algemene WK. Overigens mogen meisjes bij schaakkampioenschappen ook in de algemene categorie meedoen. In Nederland is het al enkele malen voorgekomen dat een meisje het algemene NK won in een bepaalde leeftijdscategorie; internationaal speelden deze meisjes echter bij de meisjes mee.

## Winnaars categorie jongens tot 20 jaar
| Naam                                 | Jaar | Plaats                     |
| ------------------------------------ | ---- | -------------------------- |
| Borislav Ivkov (Joegoslavië)         | 1951 | Coventry/Birmingham        |
| Óscar Panno (Argentinië)             | 1953 | Kopenhagen                 |
| Boris Spasski (Sovjet-Unie)          | 1955 | Antwerpen                  |
| William Lombardy (Verenigde Staten)  | 1957 | Toronto                    |
| Carlos Bielicki (Argentinië)         | 1959 | Münchenstein               |
| Bruno Parma (Joegoslavië)            | 1961 | Den Haag                   |
| Florin Gheorghiu (Roemenië)          | 1963 | Vrnjačka Banja             |
| Bojan Kurajica (Joegoslavië)         | 1965 | Barcelona                  |
| Julio Kaplan (Puerto Rico)           | 1967 | Jeruzalem                  |
| Anatoli Karpov (Sovjet-Unie)         | 1969 | Stockholm                  |
| Werner Hug (Zwitserland)             | 1971 | Athene                     |
| Oleksandr Beljavsky (Sovjet-Unie)    | 1973 | Teesside (Engeland)        |
| Tony Miles (Engeland)                | 1974 | Manilla                    |
| Valeri Tsjechov (Sovjet-Unie)        | 1975 | Tjentište (Bosnië/Herzeg.) |
| Mark Diesen (Verenigde Staten)       | 1976 | Groningen                  |
| Artur Joesoepov (Sovjet-Unie)        | 1977 | Innsbruck                  |
| Sergej Dolmatov (Sovjet-Unie)        | 1978 | Graz                       |
| Yasser Seirawan (Verenigde Staten)   | 1979 | Skien                      |
| Garri Kasparov (Sovjet-Unie)         | 1980 | Dortmund                   |
| Ognjen Cvitan (Joegoslavië)          | 1981 | Mexico-Stad                |
| Andrei Sokolov (Sovjet-Unie)         | 1982 | Kopenhagen                 |
| Kiril Georgiev (Bulgarije)           | 1983 | Belfort                    |
| Curt Hansen (Denemarken)             | 1984 | Kiljava (Finland)          |
| Maxim Dlugy (Verenigde Staten)       | 1985 | Sharjah                    |
| Walter Arencibia (Cuba)              | 1986 | Gausdal                    |
| Viswanathan Anand (India)            | 1987 | Baguio                     |
| Joël Lautier (Frankrijk)             | 1988 | Adelaide                   |
| Vasil Spasov (Bulgarije)             | 1989 | Tunja                      |
| Ilya Gurevich (Verenigde Staten)     | 1990 | Santiago                   |
| Vladimir Akopian (Armenië)           | 1991 | Mamaia                     |
| Pablo Zarnicki (Argentinië)          | 1992 | Buenos Aires               |
| Igor Miladinović (Joegoslavië)       | 1993 | Calcutta                   |
| Helgi Gretarsson (IJsland)           | 1994 | Matinhos                   |
| Roman Slobodjan (Duitsland)          | 1995 | Halle                      |
| Emil Sutovsky (Israël)               | 1996 | Medellín                   |
| Tal Shaked (Verenigde Staten)        | 1997 | Żagań                      |
| Darmen Sadvakasov (Kazachstan)       | 1998 | Calcutta                   |
| Aleksandr Galkin (Rusland)           | 1999 | Jerevan                    |
| Lazaro Bruzon (Cuba)                 | 2000 | Jerevan                    |
| Péter Ács (Hongarije)                | 2001 | Athene                     |
| Levon Aronian (Armenië)              | 2002 | Goa                        |
| Shakhriyar Mamedyarov (Azerbeidzjan) | 2003 | Nachitsjevan               |
| Pendyala Harikrishna (India)         | 2004 | Kochi                      |
| Shakhriyar Mamedyarov (Azerbeidzjan) | 2005 | Istanbul                   |
| Zaven Andriasian (Armenië)           | 2006 | Jerevan                    |
| Ahmed Adly (Egypte)                  | 2007 | Jerevan                    |
| Abhijeet Gupta (India)               | 2008 | Gaziantep                  |
| Maxime Vachier-Lagrave (Frankrijk)   | 2009 | Puerto Madryn              |
| Dmitry Andreikin (Rusland)           | 2010 | Chotowa (Polen)            |
| Dariusz Świercz (Polen)              | 2011 | Chennai                    |
| Alexander Ipatov (Turkije)           | 2012 | Athene                     |
| Yu Yangyi (China)                    | 2013 | Kocaeli                    |
| Lu Shanglei (China)                  | 2014 | Pune                       |
| Mikhail Antipov (Rusland)            | 2015 | Chanty-Mansiejsk           |
| Jeffery Xiong (Verenigde Staten)     | 2016 | Bhubaneswar                |
| Aryan Tari (Noorwegen)               | 2017 | Tarvisio                   |
| Parham Maghsoodloo (Iran)            | 2018 | Gebze                      |
| Evgeny Shtembuliak (Oekraïne)        | 2019 | New Delhi                  |
| Abdulla Gadimbayli                   | 2022 | Cala Gonone                |
| Marc'Andria Maurizzi                 | 2023 | Mexico-Stad                |
| Kazybek Nogerbek                     | 2024 | Gandhinagar                |
| Pranav Venkatesh                     | 2025 | Petrovac                   |

## Winnaars categorie meisjes tot 20 jaar
| Naam                               | Jaar | Plaats           |
| ---------------------------------- | ---- | ---------------- |
| Ketevan Arachamia (Sovjet-Unie)    | 1985 | Dobrna           |
| Ildikó Mádl (Hongarije)            | 1986 | Vilnius          |
| Camilla Baginskaite (Sovjet-Unie)  | 1987 | Baguio           |
| Alisa Galljamova (Sovjet-Unie)     | 1988 | Adelaide         |
| Ketino Kachiani (Sovjet-Unie)      | 1989 | Tunja            |
| Ketino Kachiani (Sovjet-Unie)      | 1990 | Santiago         |
| Nataša Bojković (Joegoslavië)      | 1991 | Mamaia           |
| Krystyna Dąbrowska (Polen)         | 1992 | Buenos Aires     |
| Nino Choertsidze (Georgië)         | 1993 | Calcutta         |
| Zhu Chen (China)                   | 1994 | Matinhos         |
| Nino Choertsidze (Georgië)         | 1995 | Halle            |
| Zhu Chen (China)                   | 1996 | Medellín         |
| Harriet Hunt (Engeland)            | 1997 | Żagań            |
| Hoang Thang Trang (Vietnam)        | 1998 | Calcutta         |
| Maria Kouvatsou (Griekenland)      | 1999 | Jerevan          |
| Xu Yuanyuan (China)                | 2000 | Jerevan          |
| Humpy Koneru (India)               | 2001 | Athene           |
| Zhao Xue (China)                   | 2002 | Goa              |
| Nana Dsandse (Georgië)             | 2003 | Nachitsjevan     |
| Jekaterina Korboet (Rusland)       | 2004 | Kochi            |
| Elisabeth Pähtz (Duitsland)        | 2005 | Istanbul         |
| Shen Yang (China)                  | 2006 | Jerevan          |
| Vera Nebolsina (Rusland)           | 2007 | Jerevan          |
| Dronavalli Harika (India)          | 2008 | Gaziantep        |
| Soumya Swaminathan (India)         | 2009 | Puerto Madryn    |
| Anna Moezytsjoek (Slovenië)        | 2010 | Chotowa (Polen)  |
| Deysi Cori (Peru)                  | 2011 | Chennai          |
| Guo Qi (China)                     | 2012 | Athene           |
| Aleksandra Goryachkina (Rusland)   | 2013 | Kocaeli          |
| Aleksandra Goryachkina (Rusland)   | 2014 | Pune             |
| Natalja Boeksa (Oekraïne)          | 2015 | Chanty-Mansiejsk |
| Dinara Saduakassova (Kazachstan)   | 2016 | Bhubaneswar      |
| Zhansaya Abdumalik (Kazachstan)    | 2017 | Tarvisio         |
| Aleksandra Maltsevskaya (Rusland)  | 2018 | Gebze            |
| Polina Shuvalova (Rusland)         | 2019 | New Delhi        |
| Govhar Beydullayeva (Azerbeidzjan) | 2022 | Cala Gonone      |
| Candela Francisco (Argentinië)     | 2023 | Mexico-Stad      |
| Divya Deshmukh (India)             | 2024 | Gandhinagar      |
| Anna Shukhman (Rusland)            | 2025 | Petrovac         |